# Douglas (Georgia)
Douglas es una ciudad ubicada en el condado de Coffee en el estado estadounidense de Georgia. En el censo de 2000, su población era de 10.639.

## Demografía
En el 2000 la renta per cápita promedia del hogar era de $27,946, y el ingreso promedio para una familia era de $36,349. El ingreso per cápita para la localidad era de $15,652. Los hombres tenían un ingreso per cápita de $26,551 contra $20,145 para las mujeres.

## Geografía
Douglas se encuentra ubicado en las coordenadas 31°30′27″N 82°51′3″O / 31.50750, -82.85083 (31.507413, -82.850799).
Según la Oficina del Censo, la localidad tiene un área total de 33,5 km² (12,9 mi²), de la cual 33,3 km² (12,9 mi²) es tierra y 0,2 km² (0 mi²) (0.10%) es agua.